# Коноваленко, Александр Александрович
Коноваленко Александр Александрович (род. 27 февраля 1951) — украинский учёный в области астрофизики и радиоастрономии, доктор физико-математических наук (1984), академик НАН Украины (2003), заслуженный деятель науки и техники Украины.

## Биография
Родился 27 февраля 1951 года в городе Харьков.
В 1973 году закончил Харьковский институт радиоэлектроники по специальности «радиотехника».
С 1973 по 1979 годы работал инженером Института радиофизики и электроники АН УССР.
В 1979—1985 годах — младший научный сотрудник ИРЭ АН УССР.
В 1986—1987 годах — ведущий научный сотрудник Радиоастрономического института.
В 1988—2006 годах — заведующий научно-исследовательского отдела Радиоастрономического института.
С 2007 года — руководитель отделения низкочастотной радиоастрономии — заместитель директора по научной работе Радиоастрономического института.

## Научная деятельность
В круг основных научных интересов А. А. Коноваленко входят: низкочастотная радиоастрономия, физика межзвездной среды, атомная радиоспектроскопия, методы высокочувствительных и помехоустойчивых радиоастрономических исследований.
Он впервые в мире обнаружил в космическом пространстве декаметровое излучение возбужденных атомов углерода в рекомбинационных линиях предельно низких частот, что открыло новые возможности в диагностике межзвездной среды и позволило ему разработать реалистичную модель физического состояния межзвездного мира. Под его руководством и при его непосредственном участии был выполнен большой объем комплексных наблюдений низкочастотного излучения различных объектов Вселенной, что позволило обнаружить новые физические эффекты и явления и развить приоритет Украины в этой актуальной области фундаментальной науки.
Коноваленко А. А. является одним из инициаторов и ведущих создателей программы комплексной модернизации аппаратных средств созданного в институте радиотелескопа УТР-2 с использованием современных информационных технологий и новейшей элементной базы. Благодаря его выдающемуся личному вкладу в реализацию этой программы УТР-2 стал самым совершенным декаметровым радиотелескопом в мире, что позволило Украине занять ведущее место в области низкочастотной радиоастрономии. Вместе с системой интерферометров УРАН радиотелескоп УТР-2 включен в перечень научных объектов, которые составляют национальное достояние Украины, а Коноваленко А. А. — главный хранитель этих объектов.
А. А. Коноваленко организовал широкое международное научное сотрудничество с ведущими радиоастрономическими учреждениями России, США, Франции, Австрии, Голландии, Германии, Швеции, Индии. На радиотелескопе УТР-2 с участием зарубежных ученых, выполнено большое количество международных проектов в рамках международных договоров и грантов научных фондов.
А. А. Коноваленко — признанный лидер Харьковской научной школы низкочастотной радиоастрономии, основанной академиком НАН Украины С. Я. Брауде. Он является заместителем академика-секретаря Отделения физики и астрономии НАН Украины, членом ряда специализированных ученых советов по защите диссертаций, председателем экспертного совета по астрономии ВАК Украины. Заместитель главного редактора журнала «Радиофизика и радиоастрономии», член Международного астрономического союза, Европейского астрономического союза, председатель комиссии национального комитета Украины УРСИ.

## Награды и почетные звания
- Заслуженный деятель науки и техники Украины (2001)[1].
- Лауреат Государственной премии СССР.
- Лауреат 2007 года премии НАН Украины имени С. Я. Брауде за цикл работ «Новые направления радиоастрономических исследований» (в соавторстве)[2].
- Лауреат 2012 года премии НАН Украины имени Н. К. Янгеля за цикл работ "Создание ракетно-космического комплекса с ракетой-носителем «Зенит-3Ф» и реализация космической миссии с радиотелескопом «Спектр-Р» (в соавторстве)[3].

В честь ученого назван астероид 18121 Коноваленко.

## Ссылка
- Биография А. А. Коноваленко